# Naufrage du 26 février 2023 en Calabre
Le naufrage du 26 février 2023 est celui d'un bateau transportant des migrants, qui coule dans des conditions météorologiques difficiles alors qu'il tentait d'accoster sur la côte de Steccato di Cutro (it), près de la ville de Crotone, dans la région de Calabre, dans le sud de l'Italie. Le bateau transportait environ 200 migrants, dont au moins 94 sont morts, y compris au moins 35 mineurs, et 81 ont survécu. La responsabilité des autorités italiennes est engagée. 
Les migrants avaient embarqué dans un navire de plaisance qui était parti le 22 février des côtes turques, de la péninsule de Çesme, en face de l’île grecque de Chios. Après la panne de ce navire, les passeurs transbordent les passagers sur une seconde embarcation, le Summer Love, elle aussi surchargée. Le 25 février, en fin de journée, les conditions météorologiques se dégradent. Le 26 février, le Summer Love heurte un haut-fond et sa coque se rompt. 
Le naufrage, l'une des pires catastrophes survenues en Italie sur un bateau de migrants, suscite un tollé général,. À la suite d'une enquête menée par les médias Le Monde, Lighthouse Reports, El Pais, Sky News, Domani (it) et Süddeutsche Zeitung, le gouvernement italien et l'Agence européenne de garde-frontières et de garde-côtes Frontex sont accusés d'avoir menti sur leur rôle dans l'accident. En effet, la version du gouvernement italien selon laquelle aucune communication d’urgence n’avait été émise par Frontex est contredite par les résultats de l'enquête médiatique : Rome avait dès la veille du naufrage connaissance d’éléments qui auraient dû conduire au déclenchement des secours. L’agence Frontex aurait aussi sous-estimé le risque de naufrage. 
Un an plus tard, un homme reconnu coupable d’avoir provoqué le naufrage et d’avoir participé à un réseau d’immigration clandestine, mais qui explique avoir dû lui-même « fuir la Turquie où il avait été emprisonné pour des raisons politiques », est condamné à vingt ans de prison. 